# Aspenden
Aspenden is een civil parish in het bestuurlijke gebied East Hertfordshire, in het Engelse graafschap Hertfordshire met 242 inwoners.